# 維多利歐·葛雷高第
維多利歐·葛雷高第（義大利語：Vittorio Gregotti，1927年8月10日—2020年3月15日）是義大利的建築師。

## 生平
1927年出生于意大利诺瓦拉，1952年畢業於米蘭理工大學。代表作有巴塞隆納奧運主場館、里斯本的貝倫文化中心等，在中国大陸先后参与过上海市闵行区浦江镇和外滩源的设计。2020年3月15日，因感染2019冠狀病毒病而病逝於米蘭聖朱塞佩醫院。

## 外部連結
- Official website （页面存档备份，存于）